# انعدام التلذذ
انعدام التلذذ هو مصطلح في علم النفس والطب النفسي يعرف بعدم القدرة على الإحساس بالمتعة عند مزاولة نشاطات عادةً ما تكون ممتعة. على سبيل المثال: التمارين، الهوايات، النشاطات الجنسية، التواصل الاجتماعي. وفي تعريفات سابقة لوحظ وجود تجارب ممتعة، ونماذج أكثر حداثة سلطت الضوء للنظر في جوانب مختلفة من السلوكيات الممتعة مثل المحفزات أو الرغبة في إنجاز شيء ما لتحفيز مرضى انعدام التلذذ.
وفقا لجيمس وليام هذا المصطلح تمت صياغته من قبل ثيوديو ارماند ريبوت ويمكن للمرء أن يميز أنواع كثيرة من الاكتئاب المرضي وأحيانا يكون من الكآبة والضيق السلبي مجرد الإحباط الاكتئاب وعدم وجود طعم ومتعة وحيوية واقترح البروفيسور ريبوت انعدام التلذذ لتعيين اسم هذا الشرط ويقول: «حالة انعدام التلذذ إذا جاز لي إطلاق كلمة جديدة لإقرانها مع فقدان الإحساس قد دُرست قليلا جدا ولكنها موجودة»، من محاضرة أصناف الخبرة الدينية الجزء السادس (The Sick Soul) وليام جيمس 1902.
انعدام التلذذ يمكن أن يكون سمة للإضطرابات النفسية منها اضطراب المزاج والاضطراب العاطفي واضطراب في الشخصية الفصامية ومرض الفصام. على سبيل المثال فإن الأشخاص المصابين بالفصام غالبا مايصفون أنفسهم بأنهم يشعرون بالفراغ العاطفي. ويلاحظ اضطراب المزاج عادة في العديد من الاضطرابات النفسية وتقلبات المزاج قد تحصل نتيجة لوقوع أحداث مثيرة تؤدي للتوتر وهي ليست نادرة الحدوث أثناء الإصابة بمرض جسدي، بينما انعدام التلذذ يمكن أن يكون سمة من سمات تغيرات في المزاج مثل هذه فهي ليست متبادلة وشاملة.

## الأسباب
وضع الباحثون نظريات تنص على أن انعدام التلذذ قد يكون نتيجة انهيار نظام المكافأة في الدماغ والذي يرتبط بالناقل العصبي الدوبامين، إن الدراسات التي اجراها كلا من الدكتور بول كيدويل و(King's College) وجدت أن أدمغة المشاركين الذين يعانون من الاكتئاب السريري يجب عليهم العمل بجهد أكبر لمعالجة الخبرات المجزية. بينما كان يعتقد في وقت سابق أن الدوبامين هو المسؤول الأول عن التجربة الذاتية للمتعة وشهدت العشرين عاما الماضية تحولا في المفاهيم ويعتقد الآن أن الدوبامين يكمن وراء مختلف جوانب ترقب المكافأة والتعلم والتحفيز، ويعتبر انعدام التلذذ أيضا من الآثار الجانبية الشائعة نسبيا والتي تتسبب بها العقاقير المضادة للذهان.

## الأهمية في الاكتئاب
بما أن انعدام التلذذ عرض من أعراض الاكتئاب السريري فهو يعتبر من أول الأعراض في التوصل إلى تشخيص هذا الاضطراب ويصف الدليل التشخيصي والإحصائي للاضطرابات النفسية «عدم الاهتمام أو المتعة»، ولكن هذه يمكن أن يكون تمييزها صعبا نظراً لأن الناس تميل إلى أن تصبح أقل اهتماماً بالأشياء التي لا توفر لهم المتعة وربما يرتبط معيار الدليل التشخيصي والإحصائي للاضطرابات النفسية بفقدان الوزن، والعديد من الأفراد الذين يشكون من هذا العارض لديهم انعدام التلذذ بالأكل، والناس الذين يعانون من انعدام التلذذ المرتبط بالاكتئاب عادة يشعرون بحالة جيدة في الصباح وبعدم الرضا في المساء والتي يمكن أن تصف أي من الأعراض غير الذهنية وعلامات الاكتئاب.

## انعدام التلذذ الجنسي
انعدام التلذذ الجنسي لدى الذكور أيضاً يعرف بـ «انعدام التلذذ أثناء القذف» هذا الشرط يعني أن الشخص سوف يتنازل عن أي معنى من المتعة المصاحبة. هذه الحالة وجدت أكثر شيوعا لدى الرجال ولكن يمكن أن تعاني النساء كذالك من نقص المتعة خلال عملية النشوة.
وقد يكون سبب انعدام التلذذ الجنسي:
1- زيادة في مستوى البرولاكتين، 2- ضعف الرغبة الجنسية (HSDD)، 3- انخفاض مستوى هرمون التستوستيرون، 4- إصابة الحبل الشوكي، 5- التصلب المتعدد، 6- استخدام أو (استخدام سابق) لمضادات الاكتئاب، 7- الاستخدام أو (استخدام سابق) لمضادات الذهان، 8- التعب أوالمرض الجسدي.
ومن النادر جدا أن يكون فحص الجهاز العصبي أو إجراء اختبارات الدم تمكنهم من تحديد سبب حالة معينة من antidopaminergic SSR انعدام التلذذ الجنسي. وقد وصفت جرعة مراقبة للمرضى من البوبروبيون للمساعدة في العلاج والتي تبين أنها تخفف العجز الجنسي حتى للمرضى غير المصابين بالاكتئاب.